# Tomás O'Leary

a Compétitions nationales et continentales officielles uniquement.

b Matchs officiels uniquement.
Dernière mise à jour le 12 octobre 2021.
Tomás O'Leary, né le 22 octobre 1983 à Cork, est un joueur de rugby à XV international irlandais qui évolue au poste de demi de mêlée. C'est également un joueur de hurling.

## Rugby à XV

### En club
Tomás O'Leary joue pour les Irish Schools avant d'intégrer l'équipe du Munster. Il fait ses débuts avec l'équipe professionnelle le 21 octobre 2005 contre les Sale Sharks en coupe d'Europe. Il remplace alors Peter Stringer titulaire du poste dans l'équipe de la province irlandaise. L'année suivante, il dispute six matches de Coupe d'Europe en 2006 mais ne participe pas à la finale face au Biarritz olympique qui voit le Munster remporter son premier titre européen. Il devient peu à peu le premier choix de l'équipe au poste de demi de mêlée au détriment de Stringer. Il remporte une seconde coupe d'Europe avec son club en 2008 en battant le Stade toulousain en finale. L'année suivante, il remporte la Celtic League.
Il rejoint le Top 14 et le Montpellier Hérault rugby pour quelques mois, en octobre 2016, en tant que joker médical afin de pallier la blessure de Benoît Paillaugue. Il quitte le club en février 2017 à la suite du retour à la compétition de demi-de-mêlée français. Il aura au total disputé 6 matches avec Montpellier.
À la fin de son contrat avec le club montpelliérain, après une grave blessure, il fait une pause puis décide d'arrêter le rugby.

### En sélection
Il joue pour l'Irlande dans l'équipe des moins de 21 ans lors de la finale de la coupe du monde 2007 en Écosse (battue par la Nouvelle-Zélande). Il obtient sa première cape avec le XV du trèfle le 26 mai 2007 lors d'un test match contre l'Argentine en rentrant en cours de match pour remplacer Isaac Boss. Il obtient deux nouvelles sélections l'année suivante pour disputer deux test matches contre la Nouvelle-Zélande et l'Argentine. Il devient titulaire au poste de demi de mêlée à l'occasion du Tournoi des six nations 2009 disputant les cinq matches du tournoi qui mènent les Irlandais au grand chelem. À la fin de la saison, il est appelé pour jouer la tournée 2009 des Lions britanniques mais ne peut tenir sa place à la suite de sa fracture de la cheville lors du match de Celtic League contre les Llanelli Scarlets. Il participe à la tournée d'automne qui voit l'équipe Irlandaise invaincue lors de ses trois test matchs : un match nul contre l'Australie suivi de deux victoires contre les Fidji et les champions du monde Sud-Africains. Il est sélectionné pour le Tournoi des six nations 2010 et score ses premiers points en équipe nationale en marquant le second essai irlandais contre l'Italie.
- 24 sélections
- 15 points (3 essais)
- sélections par année : 1 en 2007, 2 en 2008, 8 en 2009, 7 en 2010, 4 en 2011, 2 en 2012
- Tournois des Six Nations disputés : 2009, 2010, 2011, 2012

### Palmarès

#### En club
- Vainqueur de la Celtic League en 2009
- Vainqueur de la Coupe d'Europe en 2006 et 2008

#### En équipe nationale
- Vainqueur du grand chelem en 2009

## Hurling
Fin juillet 2016, Tomás O'Leary annonce son intention d'arrêter le rugby et de se consacrer à nouveau au hurling, le sport qu'il avait pratiqué durant sa jeunesse.